# Demon (pel·lícula de 2015)
Demon és una pel·lícula de terror polonesa del 2015 produïda, escrita i dirigida per Marcin Wrona. Es va mostrar a la secció Vanguard del Festival Internacional de Cinema de Toronto 2015. Va ser l'últim llargmetratge de Wrona, ja que es va suïcidar el 19 de setembre de 2015 mentre promocionava la pel·lícula al Festival de Cinema de Gdynia.

## Argument
Piotr (Itay Tiran), que fa molts anys que viu i treballa a Anglaterra, i Żaneta (Agnieszka Żulewska), una polonesa, s'han de casar; només s'havien conegut per Internet, però ell coneixia el seu germà. Piotr parla polonès de manera incòmode, recordant més dels seus avantpassats que de l'experiència personal. S'instal·la a una gran finca rural degradada que abans era propietat de l'avi de Żaneta.
Mentre excavava al pati amb una retroexcavadora just abans del casament, en Piotr troba un esquelet, sobre el qual al principi guarda silenci. Cada cop està més perseguit per la visió d'una dona amb vestit de núvia: Hana. Durant la recepció del casament, aquesta visió s'acosta cada vegada més a ell i té convulsions aparents. Finalment és posseït per Hana, la dona del vestit. La família de Żaneta és benestant, i volen mantenir la seva ruptura tranquil·la de la resta de convidats al casament, així que distreuen els seus convidats amb vodka i música alta mentre tanquen Piotr al soterrani, primer amb un metge i després un sacerdot. Finalment, el "mestre" (Wlodzimierz Press, que sembla ser l'únic resident jueu supervivent de la ciutat abans de la guerra), s'adona que Piotr parla ídix, i que està posseït per l'esperit de Hana, un encantadora noia jueva que va conèixer abans de la guerra i que va desaparèixer de sobte.
La pel·lícula és una re-explicació d'una història clàssica de dibbuk i també una al·legoria de les relacions entre els jueus polonesos abans i després de la guerra. Es dóna a entendre que l'avi de Żaneta podria haver-se enriquit en part per "posseir" aquesta propietat una vegada que els seus antics residents jueus van marxar.

## Repartiment
- Itay Tiran com a Piotr "Pyton"
- Agnieszka Żulewska com a Żaneta
- Tomasz Schuchardt com a "Brillant"
- Andrzej Grabowski com el pare de Żaneta
- Tomasz Ziętek l'as de Ronaldo
- Katarzyna Gniewkowska com a Gabryjelska
- Maria Debska com a Hana
- Adam Woronowicz com a metge
- Włodzimierz Press com a professor
- Cezary Kosiński com a sacerdot

## Recepció

### Resposta crítica
A l'agregador de ressenyes Rotten Tomatoes, Demon té una puntuació d'aprovació del 92%, basada en 66 ressenyes, i una puntuació mitjana de 7,4/10. El seu consens diu: "Demon, ambiciós i bellament rodada, ofereix un testimoni apassionant, i tristament definitiu, del talent singular que posseeix el director/coguionista Marcin Wrona." A Metacritic, la pel·lícula té una puntuació mitjana ponderada de 80 sobre 100, basada en 19 crítics, que indica "crítiques generalment positives".
Chuck Bowen de Slant Magazine va donar a la pel·lícula 3,5 sobre 4 estrelles, escrivint: "Demon ofereix una onada d'anhel i penediment sense alleujar, amb una ratxa diabòlica d'absurdisme."
Giuseppe Sedia del Krakow Post va assenyalar que el personatge interpretat per l'actor israelià Itay Tiran resulta ser "el nuvi més turmentat mai vist a la pel·lícula polonesa". Va afegir que "la desastrosa recepció està impregnada de vodka igual que el banquet que es mostra a Wesele de Wojciech Smarzowski, però purgada de qualsevol comèdia negra". Jake Dee d’Arrow in the Head va puntuar la pel·lícula amb una puntuació de 8/10, escrivint: "Rodada amb una lent formalista ferma i segura, interpretada amb un patetisme creïble per tots els implicats, amb una partitura inquietant, malgrat l'humor que dificulta l'horror de vegades, Demon és un delícia polonesa agosarada i funesta!" Justin Chang de Los Angeles Times va elogiar la cinematografia de la pel·lícula i la va anomenar "Un testament de bravura  d'un talent silenciat massa aviat". Joshua Rothkopf de Time Out va atorgar la pel·lícula 4 de 5 estrelles, escrivint: "Aconseguint una sensació complicada d'anarquia física (així com algunes tensions domèstiques molt més subtils), la importació polonesa de Marcin Wrona és una peça d'horror estranya i extraordinàriament equilibrada."
La pel·lícula no va estar exempta de detractors. Joe Leydon de Variety va elogiar l'atmosfera i l'humor absurd de la pel·lícula, però va criticar el tercer acte de la pel·lícula. Chris Nashawaty d’Entertainment Weekly va puntuar la pel·lícula amb una nota C, escrivint , "Gran atmosfera i simbolisme però lleuger en ensurts reals, el director Marcin Wrona titulat genèricament Demon és una meditació tan tan sobre l'amnèsia històrica. També està tan carregat de misticisme i metàfora que s'oblida d'accelerar el pols o blanquejar els teus artells." La pel·lícula també es va citar com una possible víctima de vote brigading a IMDb.